# Consistórios de Calisto III
O Papa Calisto III (r. 1455–1458) criou nove cardeais em dois consistórios .

## 20 de fevereiro de 1456

### In pectore
1. Luis Juan de Milà y Borja † ca. 1510
2. Jaime de Portugal † 27 de agosto de 1459
3. Rodrigo Borgia † 18 de agosto de 1503

## 17 de setembro de 1456

### RevelaçãoIn pecture
1. Luis Juan de Milà y Borja (in pectore 20 de fevereiro de 1456) † ca. 1510
2. Jaime de Portugal (in pectore 20 de fevereiro de 1456) † 27 de agosto de 1459
3. Rodrigo Borgia (in pectore 20 de fevereiro de 1456) † 18 de agosto de 1503

## 17 de dezembro de 1456
1. Rinaldo Piscicello † 4 de julho de 1457
2. Juan de Mella † 12 de outubro de 1467
3. Giovanni Castiglione (1420-1460) † 14 de abril de 1460
4. Enea Silvio Piccolomini † 14 de agosto de 1464
5. Giacomo Tebaldi † 4 de setembro de 1465
6. Richard Olivier de Longueil † 19 de agosto de 1470